# Gradsko kazalište lutaka Split
Gradsko kazalište lutaka Split utemeljeno je 8. ožujka 1945. godine kao Kazalište lutaka Pionir. Prva premijera održana je 2. kolovoza 1945. godine. Prvi ravnatelj bio je Mirko Božić.
Gradsko kazalište lutaka Split ubrzo postaje poznato lutkarsko kazalište, što potvrđuju brojni nastupi na lutkarskim festivalima u zemlji i inozemstvu te niz nagrada i priznanja koje je ansambl ovog kazališta dobio.
Dugogodišnji tonmajstor bio je poznati gitarist, splitski Clapton Bojan Beladović.

## Vanjske poveznice
- Gradsko kazališta lutaka Split